# Jonathan Mejía
Jonathan Mejía Ruiz (ur. 7 stycznia 1989 w Máladze) – hondurański piłkarz występujący na pozycji napastnika w CD Lugo.